# Лук двенадцатизубый
Лук двенадцатизу́бый (лат. Allium dodecadontum) — вид двудольных растений рода Лук (Allium) семейства Амариллисовые (Amaryllidaceae). Впервые описан российским ботаником Алексеем Ивановичем Введенским в 1971 году.

## Распространение и среда обитания
Эндемик Кыргызстана, известный только с Чаткальского хребта.
Произрастает в горах на лесных опушках и среди зарослей кустарников.

## Ботаническое описание
Луковичный геофит.
Многолетнее травянистое растение.
Луковица одиночная, округлая; оболочка луковицы бумажная, серого цвета.
Стебель высотой 60—80 см.
Листья с шероховатым краем, по 2 на растении.
Соцветие зонтиковидное, густое, полушаровидной или почти округлой формы, с большим количеством цветков со звездчатым околоцветником розово-фиолетового цвета.
Цветёт и плодоносит в мае и июне.

## Природоохранная ситуация
Лук двенадцатизубый занесён в Красную книгу Кыргызстана в статусе «VU» (уязвимый вид). Опасения вызывает хозяйственная деятельность человека (выпас скота, сбор на цветы, выкапывание луковиц). Численность экземпляров неизвестна.
Охраняется в Сары-Челекском заповеднике.